# Tapalpa
Tapalpa ist eine Stadt mit etwa 10.000 und Hauptort einer Gemeinde (municipio) mit etwa 20.000 Einwohnern im Zentrum des mexikanischen Bundesstaats Jalisco. Wegen ihres historischen Stadtzentrums zählt sie zu den Pueblos Mágicos.

## Lage
Tapalpa liegt in einem Tal im zentralen Hochland Mexikos in einer Höhe von ca. 1980 bis 2070 m ü. d. M. Mexiko-Stadt ist ca. 666 km (Fahrtstrecke) in östlicher Richtung entfernt; Guadalajara, die Hauptstadt des Bundesstaats, befindet sich ca. 130 km nordöstlich. Das Klima ist gemäßigt und für mexikanische Verhältnisse durchaus regenreich.

## Bevölkerung und Wirtschaft
Nur noch ein kleiner Teil der zumeist indianisch-stämmigen Einwohner der Gemeinde spricht die regionale Otomí-Sprache und auch Nahuatl, die Sprache der aztekischen Eroberer ist selten geworden; Umgangssprache ist meist Spanisch. In den Dörfern der Gemeinde  werden Mais, Weizen, Bohnen und Gemüse angebaut; außerdem gibt es zahlreiche Obstbäume. In der Stadt sind mehrere kleine Handwerksbetriebe und Geschäfte entstanden; in den Außenbezirken haben sich auch kleinere Industriebetriebe der Möbelproduktion angesiedelt.

## Geschichte
In vorspanischer Zeit war die Gegend von den Otomí bewohnt; diese hinterließen jedoch keine Steinbauten. Im 15. Jahrhundert eroberten die Azteken die Region, deren Einwohner jedoch wiederholt rebellierten. Im Jahr 1524 wurde die Region von Alonso de Ávalos, einem Verwandten des Conquistadors Hernán Cortés, erobert, der hier mehr als 40 Jahre lang residierte; die Provinz trug später inoffiziell seinen Namen (Provincia de Ávalos). Die Stadtgründung von Tapalpa erfolgte im Jahr 1534; kurz darauf entstanden eine kleine Kapelle, ein Platz und ein Rathaus (casa consistorial).

## Sehenswürdigkeiten
- Die Pfarrkirche (Parroquía de San Antonio de Padua) wurde von den Franziskanern um das Jahr 1650 aus Bruchsteinen erbaut. Ungewöhnlich ist der seitliche – nicht in die Fassade integrierte – Glockenturm. In der ersten Hälfte des 20. Jahrhunderts wurde die Kirche zu klein für die wachsende Bevölkerung.
- Der Grundstein für die gegenüber liegende und deutlich größere Iglesia de Nuestra Señora de Guadalupe wurde im Jahr 1950 gelegt, doch erst 20 Jahre später war der dreischiffige, im neoklassizistischen Stil errichtete, Bau fertiggestellt. Er ist nahezu vollständig aus – teilweise abgerundeten – Ziegelsteinen gemauert und verfügt über ein Querschiff und eine Vierungskuppel über einem oktogonalen Tambour.

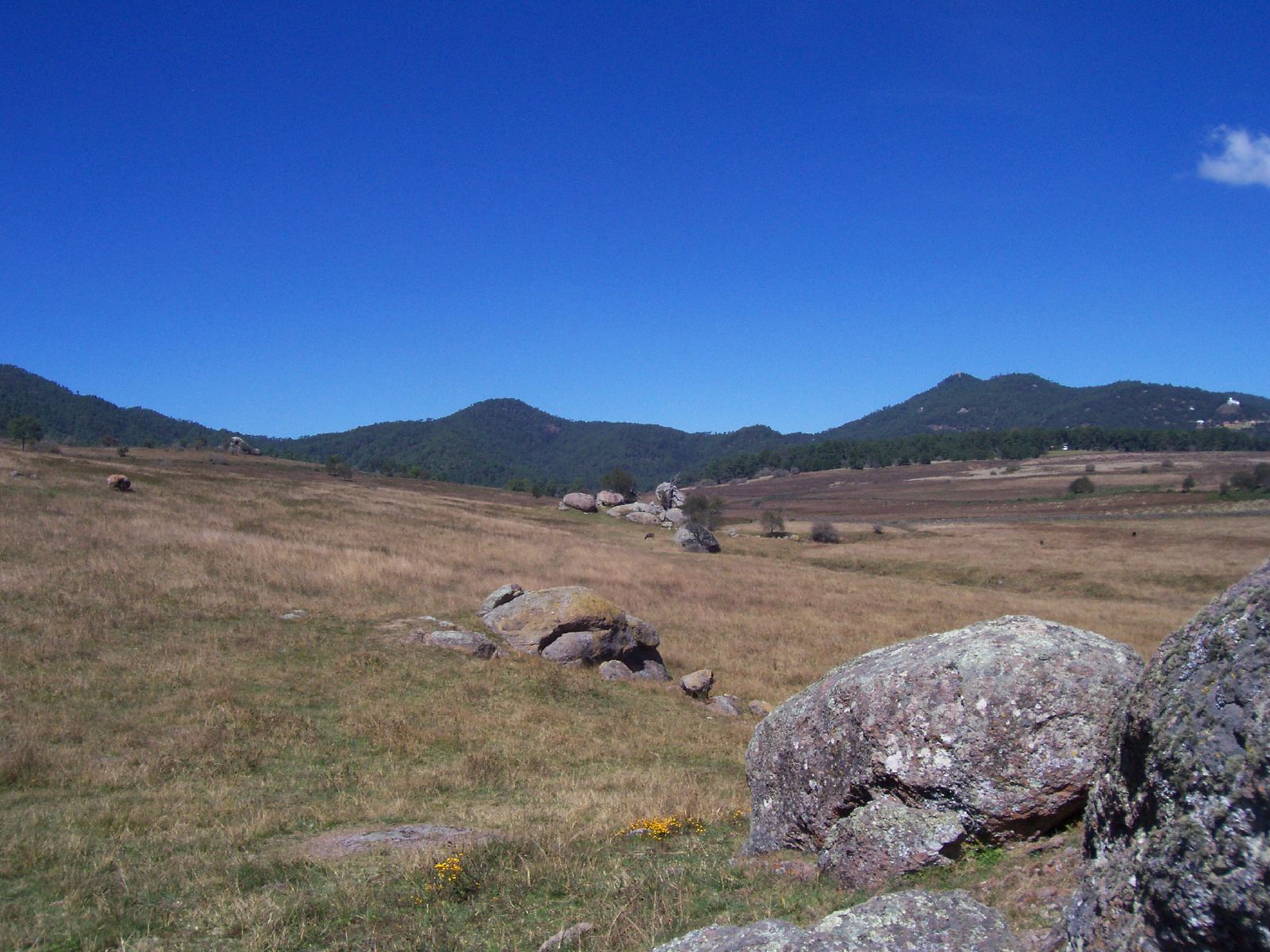
Landschaft mit Findlingen

- Die zumeist rechtwinklig verlaufenden Straßen und Gassen des Ortszentrums sind gepflastert und von älteren, häufig nur eingeschossigen Häusern gesäumt.

Umgebung
- Das ca. 2 km südöstlich gelegene kleine Dorf Atacco mit seiner alten Kapelle bietet ebenfalls ein koloniales Flair.
- Ein 105 m hoher Wasserfall (Salto del Nogal), seine waldreiche Umgebung und ein nahegelegener Stausee sind beliebte Ausflugsziele.
- Mehrere große glattpolierte Findlinge (Las Piedrotas) im sogenannten „Tal der Rätsel“ (Valle de Enigmas) bilden eine ungewöhnliche Gruppe in der ansonsten leergeräumten Landschaft.
- Die von Wäldern umgebene Felsformation Los Frailes lädt zum Wandern ein.